# اغبرت بي. براون
اغبرت بي. براون (بالإنجليزية: Egbert B. Brown)‏ هو ضابط أمريكي، ولد في 4 أكتوبر 1816 في Brownsville, Brooklyn ‏ في الولايات المتحدة، وتوفي في 11 فبراير 1902 في وست بلينز ‏ في الولايات المتحدة.